# 火箭少女101
火箭少女101（英語：Rocket Girls 101）是2018年成立的中國女子音樂團體，團體內11名成員是從腾讯视频選秀節目《創造101》中選出，並於2018年6月23日節目總決賽正式成團並出道，成員包括孟美岐、吳宣儀、楊超越、段奧娟、Yamy、賴美雲、張紫寧、Sunnee、李紫婷、傅菁、徐夢潔。成員孟美岐於最終票獲取第1名成為C位及第五名Yamy成为火箭少女101團體中的队长，此團體為期間限定團體，限定存續兩年，於2020年6月23日毕业。成員來自不同经纪公司，團體由哇唧唧哇娛樂（天津）有限公司運營。

## 簡介
《創造101》是騰訊視頻製作的中國首檔偶像女團競演養成類真人秀，由韓國Mnet選秀節目《PRODUCE 101》授權，節目包含華語圈43家經紀公司、練習生公司旗下共計101名練習生，在長達4個多月的時間中進行封閉式訓練及錄制，練習生在節目中逐輪淘汰，最終由女團創始人票選出11人組成全新偶像女團在2018年6月23日正式出道，出道團體名為火箭少女101，为期两年，于2020年6月23日毕业。于2025年1月4日合体参加星光大赏。

## 經歷

### 2018年
4月21日，由腾讯视频制作的选秀节目《创造101》上线首播，该节目由来自多家经纪公司的101名女练习生相互竞争，最终确定获胜的前11位练习生孟美岐、吴宣仪、杨超越、段奥娟、Yamy、赖美云、张紫宁、杨芸晴、李紫婷、傅菁、徐梦洁以限定组合火箭少女101成员及哇唧唧哇娱乐旗下艺人的名义进行为期两年的活动。
6月23日，正式出道並发行单曲《Rocket Girls》；6月24日，参加湖南卫视《快乐中国毕业歌会》，完成成团首秀，演唱歌曲《Rocket Girls》。
7月6日，受邀出席浙江卫视《奔跑吧第二季》特别节目“奔跑嘉年华”，并演唱歌曲《创造101》。
7月8日，多位成员因合約問題被各自原经纪公司接连接离宿舍；7月9日，成员的原经纪公司与腾讯进行谈判，谈判围绕着“双方公司共享合约条款”、“团员个人权益”等多方面展开；原定于7月11日在北京举行的组合出道发布会並因此延迟，包括单曲等在内的各项集体工作均搁浅；7月13日，双方达成共识，在细化了运营规范前提下，所有成员悉数归队。
7月12日，首部团体综艺节目《火箭少女101研究所》在腾讯视频上线首播，记录少女们的日常。
7月23日，发布短片《总有回答青春的一幕》，成為騰訊視頻代言人，十一个不同性格的女孩，用七部电影、七句台词、六个场景，重新演绎电影中的经典场景。
7月26日，为电影《西虹市首富》演唱的插曲《卡路里》發布。
8月9日，组合成员孟美岐、吴宣仪、张紫宁经纪公司发布联合声明，宣布三人退出组合；8月14日下午，腾讯對组合成员孟美岐、吴宣仪、张紫宁解约事件发布了声明函，声明中称坚决不接受三名成员的退团行为，并称拥有三名艺人的独家经纪权；8月15日，周天娱乐对乐华娱乐、麦锐娱乐旗下艺人孟美岐、吴宣仪、张紫宁三人的严重违约行为提起诉讼；8月17日，经纪公司发布联合声明宣布三人回归组合，并就该风波向各方致歉。
8月18日，首張迷你专辑《撞》同名主打歌「撞」發布，以8人體制錄製，孟美岐、吳宣儀、張紫寧三人未參與；同日舉行的發布會上也僅8人出席，但在现场宣布孟美岐、吴宣仪、紫宁三位团员将在8月20日正式归队。團員Sunnee演出結束後突然在台上暈倒，立刻被緊急送醫治療，之後官方微博發表聲明，表示Sunnee已接受專業醫護人員的治療。
8月19日，组合获得亚洲新歌榜2018年度最受欢迎团体奖。
8月31日，专辑《撞》销售额破15,000,000元，成為QQ音乐的史上第六张、2018年首张获得“殿堂金钻唱片”此称号的数字专辑。
9月14日，专辑《撞》第二首歌《Light》發布。9月24日、9月25日，在华熙Live•五棵松时代美术馆举行和当代青年艺术家许倬尔XUZHUOER跨界合作《Light》中秋限时艺术展。
9月28日，专辑《撞》第三首歌《月亮警察》發布，录音室版mv则在之后发布。
10月12日，专辑《撞》第四首歌《生而为赢》發布，並成為文體跨界節目《超新星全運會》主題曲。
12月1日，在成都東郊記憶演藝中心舉辦专辑《撞》首唱會，演唱歌曲《创造101》及專輯四首歌曲《撞》、《Light》、《月亮警察》、《生而为赢》。首唱会结束后，团队宣布将出发拍摄《横冲直撞20岁》大团综。
12月2日-12月15日，到撒哈拉沙漠及波兰扎科帕内录制《横冲直撞20岁》。
12月18日，獲得2018騰訊視頻星光盛典年度團體，专辑《撞》第二首歌《Light》MV獲得年度最受歡迎音樂MV。
12月31日，受邀出席湖南衛視「快樂中國2019/2020跨年演唱會」，演唱歌曲《月亮警察》、《卡路里》、《LIGHT》。

### 2019年
1月12日，在上海梅賽德斯奔馳文化中心舉辦第一場演唱會，主题为"Power"，寓意用进取力释放能量，燃爆现场。
1月13日，参加腾讯视频《烎·2019潮音发布夜》，依次表演曲目《卡路里》（与电音制作人Dirty Class合作）、《月亮警察》和《生而为赢》（改编版）。
1月21日13時42分，火箭少女101祝福裝載進《靈鵲星座A星》於酒泉衛星發射中心隨長征十一號火箭發射升空。
1月28日，為電影《瘋狂的外星人》演唱的宣傳主題曲《銀河系Disco》發布。
2月1日，参加腾讯视频《即刻电音》总决赛，11位成员分为6个组合，为6组制作人Feat。其中，Sunnee作为特邀主持与华少共同主持决赛晚会。
2月23日，在北京凱迪拉克中心舉辦第二場演唱會，主题为"Light"，寓意用震撼力照亮舞台，闪耀光芒。
3月2日，因《横冲直撞20岁》具有沟通中突两国文化的里程碑意义，受邀参加突尼斯驻华大使馆举办“突尼斯之夜”活动，由突尼斯共和国驻华全权大使迪亚·哈立德先生授予“最佳杰出贡献奖”。
3月30日，在广州宝能国际体育演艺中心舉辦第三場演唱會，主题为"Flower",寓意用生命力涂抹色彩，无限盛放 。第一巡演唱會正式結束。
4月8日，發布为篮球世界杯推出的《篮球大唱片》团魂主题曲《荣誉星球》，並於同日於NBA休士頓火箭隊主場现场表演。
4月24日，作为青春活力代表出席《逐梦航天—2019“中国航天日”文艺晚会》，以《生而為贏》為表演曲目，展现不屈不挠的航天精神。
6月8日，全员合体参加腾讯视频《创造营2019》总决赛，以嘉宾身份助力创造营学员成团，并表演曲目《風》和《創造101》。其后，杨超越、吴宣仪、孟美岐依次宣布创造营2019最终成团第10名、第9名和第8名名单。
6月22日，在杭州蕭山瓜瀝文體中心體育館舉辦成團周年見面會暨專輯簽售會，表演曲目《風》和《創造101》。見面會中宣布將於年底舉辦新專輯首唱會、發布一檔全新的大團綜、春蕾计划，並在明年解散之前，發行第三張專輯並舉行全國巡迴告別演唱會。
6月23日，成團一周年，發布第二張專輯《立風》，寓意為「不遺餘力，迎風而上」，並發布第一首主打歌「風」，寓意為「迎風而立，大勢回歸」。專輯包含十三首作品，其中二首團體歌曲，每人一首單曲，共十一首個人單曲。
7月12日，火箭少女101第二張專輯《立風》十一首成員個人單曲發布，並陸續發布單曲直拍MV：
风中舞蹈-孟美岐《只有你知道》、Yamy《Flying girl》、李紫婷《行动家》、徐梦洁《造一架飞机》。风中微笑-吴宣仪《满糖宣言》、杨超越《O.O》、傅菁《阿丽塔》。风中歌唱-段奥娟《是吧18》、赖美云《下雨了》、张紫宁《自己》、Sunnee《那个我》。
8月2日，《立風》第二首團體歌曲《颯小姐》發布，展現一種「突破自我、瀟灑自在」的態度，並於8月9日發布MV。
8月24日，助阵明日之子水晶时代总决赛，轮流公布名次和点评选手，并完成《飒小姐》首秀。
8月31日，参加和平精英夏日盛典暨全球邀请赛，吴宣仪、杨超越、段奥娟、Sunnee参与明星表演赛，中场休息时表演《飒小姐》和《创造101》。
9月8日，参加合唱吧300决赛直播，和粉丝们一起完成曲目《飒小姐》及《生而为赢》。
10月25日，火箭少女101春蕾101行动公益歌曲《一点点光》上线，将爱与温暖传递。制作特辑于10月29日发布。
10月31日，以九人体制参加亚洲新歌榜，杨超越和傅菁未参与，进行开场表演《风》，且荣获亚洲新歌榜2019年度盛典 「最受欢迎团体」 。
11月10日，全员合体参加湖南卫视嗨爆夜，带来开场表演《生而为赢》，《卡路里》和《月亮警察》。
11月16日，助力2019芭莎明星慈善夜，表演《Light》和《飒小姐》。
12月14日，作为特邀嘉宾助力演员请就位终极就位盛典，带来经典金曲串烧舞台《当爱已成往事》、《春去春又回来》、《时间煮雨》、《好想好想》。
12月28日，参加腾讯星光盛典，带来合作舞台《创造101》＋《喊出我的名字》以及《飒小姐》，荣获2019腾讯星光大赏 「年度女团」的称号。
12月31日，出席湖南卫视“快乐中国2019-2020跨年演唱会”，演唱歌曲《横冲直撞下一站》、《飒小姐》。

### 2020年
1月11日，参加微博之夜，带来开场表演《飒小姐》，获得「微博年度最佳团体」。
1月17日，与上海彩虹室内合唱团合作的贺岁单曲《要嗨森》上线。
1月25日，参加北京卫视2020春晚带来歌曲《生而为赢》。
2月10日，与88位文体界志愿者共同参与演唱的公益歌曲《一直到黎明》正式上线。
2月13日，《火箭少女101雲端連線》正式播出，在疫情期间与少女们雲端见面。
2月24日，少女们做客《甜蜜的任务》，嗨森来袭。
2月28日，全员以雲端連線方式，主題為「童年回忆大轰趴」，参加《鹅宅好时光》。
3月3日，《咕嘟咕嘟Cloud》播出，一起雲端吃火锅。
3月14日，《横冲直撞20岁云发布会》在腾讯视频直播。
3月15日，《横冲直撞20岁2：很高兴认识你》春日篇播出。
4月19日-5月3日，前往湖南，广州，四川，洛阳等地录制《横冲直撞20岁2：很高兴认识你》夏日篇。
4月26日，和平精英周年庆单曲《On Fire》上线。
5月4日，助力相信未来义演，清唱歌曲《一点点光》。
5月17日，《横冲直撞20岁2：很高兴认识你》夏日篇播出。
5月23日，火箭少女101畢業倒數計時730小时，一系列的纪念活动将陆续进行。
5月25日，告别团专《遇見·再見》首支单曲《11次心跳》正式上线。
6月1日，由火箭少女101亲自作词的告别团专《遇见·再见》第二单曲《嘘！我跟你讲》正式发布。
6月12日，参加综艺《炙热的我们》，作为空降的炙热高能团。
6月18日，告别專輯《遇见·再见》第三单曲《硬糖》上线，MV於隔天发布，这也是火箭少女101的最后一支MV。
6月21日，举行告别演唱会。
6月23日，告别单曲《5452830》上线，意思为无时无刻不想你，制作特辑於同日发布，同时也是火箭少女101最后一支单曲。告别演唱会线上直播发布。翌日，團體正式解散。
7月23日，最后一期《炙热的我们》播出，火箭少女101获得第二名。

### 解散后活动

#### 2021年
2月6日，吴宣仪、Yamy郭颖、赖美云、Sunnee杨芸晴、李紫婷、徐梦洁以火箭少女101名义出演腾讯视频《家族年年年夜FAN》并表演《创造101》和《无羁》。

#### 2024年
6月6日，Yamy郭颖、赖美云、李紫婷、徐梦洁以火箭少女101名义出演芒果TV《百分百出品》并表演《月亮警察》。

#### 2025年
1月4日，全员合体出演腾讯视频《星光大赏2025》作为舞台表演嘉宾，以《Light》开场，再以《月亮警察》以及《撞-11人版》作为舞台表演曲目。

## 成員資料
| 姓名              | 出生日期 國籍／出生地             | 队内定位         | 排名 |
| 孟美岐            | 1998年10月15日 · 中国河南省洛阳市 | 中心、主舞       | 1    |
| 吴宣仪            | 1995年1月26日 · 中国海南省海口市  | 门面、领舞       | 2    |
| 楊超越            | 1998年7月31日 · 中国江苏省盐城市  | 门面             | 3    |
| 段奧娟            | 2000年12月28日 · 中国四川省成都市 | 主唱、老么       | 4    |
| Yamy （郭穎）     | 1991年10月7日 · 中国廣東省清远市  | 队长/主舞/领饶舌 | 5    |
| 赖美云            | 1998年7月7日 · 中国廣東省深圳市   | 领唱             | 6    |
| 紫宁 （张紫宁）   | 1996年3月9日 · 中国四川省成都市   | 主唱/创作        | 7    |
| Sunnee （楊芸晴） | 1996年9月28日 · 泰國曼谷          | 领唱/领舞        | 8    |
| 李紫婷            | 2000年1月20日 · 泰國曼谷          | 主唱             | 9    |
| 傅菁              | 1995年6月29日 · 中国湖南省邵陽市  | 领舞、副唱       | 10   |
| 徐夢潔            | 1994年6月19日 · 中国浙江省金華市  | 主舞             | 11   |

- 粗體為隊長[註 9]
- 团体粉丝应援名为炒粉，应援色为炒粉色
（#ff40b4）

## 音乐作品

### 专辑
| 專輯 | 專輯資料                                | 曲目           | 曲目         | 备注                                                      |
| 專輯 | 專輯資料                                | 发行日期       | 曲目名       | 备注                                                      |
| ---- | --------------------------------------- | -------------- | ------------ | --------------------------------------------------------- |
| 1st  | 《撞》 - 發行日期：2018年8月18日        | 2018年8月18日  | 撞           | 8人體制，孟美岐、吳宣儀、紫寧未參與。                     |
| 1st  | 《撞》 - 發行日期：2018年8月18日        | 2018年9月14日  | Light        |                                                           |
| 1st  | 《撞》 - 發行日期：2018年8月18日        | 2018年9月28日  | 月亮警察     |                                                           |
| 1st  | 《撞》 - 發行日期：2018年8月18日        | 2018年10月12日 | 生而为赢     | 文体跨界节目《超新星全运会》主题曲 10人體制，吳宣儀未參與 |
| 2nd  | 《立風》 - 發行日期：2019年6月23日      | 2019年6月23日  | 風           |                                                           |
| 2nd  | 《立風》 - 發行日期：2019年6月23日      | 2019年7月12日  | 只有你知道   | 孟美岐                                                    |
| 2nd  | 《立風》 - 發行日期：2019年6月23日      | 2019年7月12日  | 滿糖宣言     | 吳宣儀                                                    |
| 2nd  | 《立風》 - 發行日期：2019年6月23日      | 2019年7月12日  | O.O          | 楊超越                                                    |
| 2nd  | 《立風》 - 發行日期：2019年6月23日      | 2019年7月12日  | 是吧18       | 段奧娟                                                    |
| 2nd  | 《立風》 - 發行日期：2019年6月23日      | 2019年7月12日  | Flying Girl  | Yamy                                                      |
| 2nd  | 《立風》 - 發行日期：2019年6月23日      | 2019年7月12日  | 下雨了       | 賴美云                                                    |
| 2nd  | 《立風》 - 發行日期：2019年6月23日      | 2019年7月12日  | 自己         | 紫寧                                                      |
| 2nd  | 《立風》 - 發行日期：2019年6月23日      | 2019年7月12日  | 那個我       | Sunnee                                                    |
| 2nd  | 《立風》 - 發行日期：2019年6月23日      | 2019年7月12日  | 行動家       | 李紫婷                                                    |
| 2nd  | 《立風》 - 發行日期：2019年6月23日      | 2019年7月12日  | 阿麗塔       | 傅菁                                                      |
| 2nd  | 《立風》 - 發行日期：2019年6月23日      | 2019年7月12日  | 造一架飛機   | 徐夢潔                                                    |
| 2nd  | 《立風》 - 發行日期：2019年6月23日      | 2019年8月2日   | 飒小姐       |                                                           |
| 3rd  | 《遇見·再見》 - 發行日期：2020年6月23日 | 2020年5月25日  | 11次心跳     |                                                           |
| 3rd  | 《遇見·再見》 - 發行日期：2020年6月23日 | 2020年6月1日   | 嘘！我跟你讲 |                                                           |
| 3rd  | 《遇見·再見》 - 發行日期：2020年6月23日 | 2020年6月18日  | 硬糖         |                                                           |
| 3rd  | 《遇見·再見》 - 發行日期：2020年6月23日 | 2020年6月23日  | 5452830      |                                                           |

### 单曲
| 發行日期       | 歌曲名稱       | 備註                                                                     |
| 2018年6月23日  | Rocket Girls   | 火箭少女101成团曲                                                        |
| 2018年7月26日  | 卡路里         | 電影《西虹市首富》插曲                                                   |
| 2019年1月14日  | 橫衝直撞下一站 | 青春探险真人秀节目《橫衝直撞20歲》主题曲                                 |
| 2019年1月28日  | 銀河系Disco    | 電影《疯狂的外星人》宣傳主題曲                                           |
| 2019年4月8日   | 榮譽星球       | 體娛跨界紀實綜藝《篮球大唱片》團魂主題曲 9人體制，吳宣儀、楊超越未參與。 |
| 2019年10月25日 | 一點點光       | “春蕾101行動”公益歌曲                                                    |
| 2020年1月17日  | 要嗨森         | 与彩虹合唱团合唱，鼠年贺岁歌曲                                           |
| 2020年4月26日  | On Fire        | 《和平精英》周年庆单曲                                                   |

### 成員单曲
| 發行日期       | 歌曲名稱         | 演唱者               | 備註                                                       |
| 2018年12月20日 | Sunny            | Sunnee               | 火箭少女101成團首專《撞》 QQ音樂單人助燃通道TOP1福利       |
| 2018年12月28日 | 101个愿望        | 杨超越、賴美雲、傅菁 | 火箭少女101成團首專《撞》 QQ音樂單人助燃通道TOP2、3、4福利 |
| 2019年1月27日  | 我們             | 紫寧                 | 青春探險真人秀節目《橫衝直撞20歲》片尾曲                   |
| 2019年4月23日  | 犟               | 孟美岐               | 火箭少女101團專先導個人EP《犟》                            |
| 2019年4月23日  | 陌生的女孩       | 孟美岐               | 火箭少女101團專先導個人EP《犟》                            |
| 2019年11月20日 | 竹林隐虎         | Yamy                 | 态度单曲                                                   |
| 2019年11月22日 | 不渺小           | 赖美云               | 福利单曲                                                   |
| 2019年12月23日 | 擎歌             | Sunnee               | 《立风》单人歌曲助燃通道Top1福利EP《擎歌》                 |
| 2019年12月23日 | Look at yourself | Sunnee               | 《立风》单人歌曲助燃通道Top1福利EP《擎歌》                 |
| 2020年1月1日   | 脉冲星           | 赖美云               | 酷狗音乐人星耀计划主题曲                                   |
| 2020年1月3日   | 梦奇地           | 李紫婷               |                                                            |

### 合作单曲
| 發行日期      | 歌曲名稱   | 演唱者               | 合作演唱者                                       | 备注                               |
| 2019年1月21日 | 新鲜感     | Yamy                 | 伍嘉成                                           |                                    |
| 2019年5月8日  | 爱的阳光   | 段奥娟、紫宁、李紫婷 | 華語群星(包含韓磊、張信哲、林志玲等百位明星)     | 2019全国助残日公益歌曲             |
| 2019年8月26日 | 无限       | 孟美岐、段奥娟、Yamy | 胡彦斌、迪丽热巴、R1SE周震南、R1SE刘也、R1SE赵磊 | 收录于原创爱国歌曲专辑《声在中国》 |
| 2020年2月10日 | 一直到黎明 | 全员                 | 华语群星（包含罗志祥、李宇春、吴青峰等88位明星） | 群星合唱抗疫情歌曲                 |
| 2020年3月13日 | 偏执       | 吴宣仪               | 王晰                                             | 合作单曲                           |
| 2020年5月11日 | C          | 孟美岐               | R1SE周震南                                       | 合作单曲                           |

### 成员影視單曲
| 發行日期       | 歌曲名稱            | 演唱者                                   | 備註                                                         |
| 2018年8月7日   | 陪我長大            | 段奧娟                                   | 電影《快把我哥帶走》片尾曲                                   |
| 2018年9月19日  | 不哭                | Sunnee                                   | 電影《悲傷逆流成河》推廣曲                                   |
| 2018年9月27日  | 幸福的時光          | 段奧娟                                   | 網路劇《一齣好戲》主題曲                                     |
| 2018年10月16日 | 爱情宗师            | 李紫婷                                   | 電影《功夫联盟》主题曲                                       |
| 2018年10月17日 | 别惹女孩            | Yamy                                     | 电影《我的间谍前男友》推广曲                                 |
| 2018年10月19日 | 斯卡布罗集市        | 段奧娟                                   | 美食探索纪录片《风味人间》推广曲                             |
| 2018年10月26日 | 毒液前來            | 孟美岐、杨超越、段奧娟、Yamy、Sunnee     | 電影《毒液：致命守护者》推广曲                               |
| 2018年11月16日 | 感谢                | 李紫婷                                   | 電影《人不彪悍枉少年》推广曲                                 |
| 2018年11月27日 | 招财进宝            | 杨超越                                   | 电影《武林怪兽》贺岁主题曲                                   |
| 2018年12月26日 | 我不願明白          | 段奧娟                                   | 影視劇《古董局中局》推广曲                                   |
| 2019年1月14日  | 福氣拱拱來          | 孟美岐、吳宣儀、段奧娟、賴美雲           | 電影《熊出沒原始時代》片尾拜年曲                             |
| 2019年1月15日  | 有種                | 孟美岐                                   | 電影《流浪地球》推广曲                                       |
| 2019年2月26日  | 哈哈農夫            | 杨超越（合作演唱者：王源、賈乃亮、金瀚） | 綜藝《哈哈農夫》主题曲                                       |
| 2019年5月22日  | 凤翼                | 李紫婷                                   | 電視劇《凤弈》主题曲                                         |
| 2019年5月28日  | 螢火                | 紫寧（合作演唱者：張洢豪）               | 電視劇《凤弈》片尾曲                                         |
| 2019年6月3日   | 想                  | 傅菁                                     | 電視劇《强风吹拂》主题曲                                     |
| 2019年7月3日   | 清平樂              | 紫寧                                     | 電視劇《長安十二時辰》主題推廣曲 詞為李白《清平樂·禁庭春晝》 |
| 2019年7月15日  | 一起走的幸福        | 段奧娟                                   | 電視劇《親愛的，熱愛的》插曲                                 |
| 2019年7月22日  | Don't Wait Any More | 孟美岐（合作演唱者：黃明昊）             | 電影《舞出我人生之舞所不能》主題曲                           |
| 2019年8月9日   | 最了不起的你        | 段奧娟                                   | 網絡劇《全職高手》插曲                                       |
| 2019年8月9日   | Never Stand Still   | 杨超越、赖美云、徐梦洁                   | 网络剧《极限17》推广曲                                       |
| 2019年8月13日  | 小小鸟              | 吴宣仪                                   | 電影《愤怒的小鸟2》中国区推广曲                              |
| 2019年8月28日  | 心底事              | 段奧娟                                   | 電視劇《山月不知心底事》主題曲                               |
| 2019年9月11日  | 折花                | 孟美岐                                   | 电影《诛仙1》碧瑶角色推广曲                                  |
| 2020年2月8日   | 云边                | 紫宁                                     | 电视剧《两世欢》片尾曲                                       |
| 2020年2月14日  | 不爱而别            | 紫宁                                     | 电视剧《少主且慢行》插曲                                     |
| 2020年4月25日  | 本姑娘              | 段奥娟                                   | 网剧《师爷请自重》插主题曲                                   |
| 2020年4月28日  | 无涯                | 赖美云（合作演唱者R1SE赵磊）             | 网剧《师爷请自重》片尾曲                                     |

### 廣告單曲
| 發行日期       | 歌曲名稱     | 演唱者 | 備註                                   |
| 2018年9月23日  | 跟着我一起   | 杨超越 | 「京都念慈菴」养肺主题曲               |
| 2018年10月15日 | 万yoo引力    | Yamy   | 「yoo视频」推广曲                      |
| 2018年11月15日 | 冲鸭冲鸭     | 杨超越 | 盛大「光明勇士」手游主题曲             |
| 2019年1月25日  | 明日之後的你 | 段奧娟 | 「明日之後」手游《等你回家》活動主题曲 |
| 2019年8月7日   | I Like You   | 孟美岐 | 「QQ炫舞」2019炫舞夏日音乐季主题曲     |
| 2019年9月30日  | 柔骨魅兔     | 吴宣仪 | 「斗罗十年龙王传说」手游主题曲         |

### 改編歌曲
| 發行日期      | 歌曲名稱          | 演唱者               | 原唱者             | 備註                                                                            |
| 2018年12月1日 | Faded(即刻電音版) | 孟美岐、段奧娟、Yamy | Alan Walker        | 與Alan Walker合作演出，即刻電音第一期開場歌曲                                   |
| 2019年1月12日 | 達拉崩吧          | 火箭少女101全員      | 洛天依、言和、ilem | 2019年上海、北京、廣州三場飛行演唱會固定演唱曲目。 歌詞改編成公主拯救勇士版本。 |
| 2019年6月5日  | 蟲兒飛            | 紫寧                 | 鄭伊健             | 六一儿童节活動，融合電子曲風翻唱。                                              |
| 2019年6月22日 | 忘記擁抱          | Sunnee               | 潘瑋柏             | 网易云「青春重置计划」Track 06。                                                |
| 2019年8月28日 | 花都開好了        | 賴美雲、紫寧、李紫婷 | SHE                | 网易云「青春重置计划」Track 10                                                  |

## 演唱會及見面會

### 演唱會
| 年份   | 日期    | 城市 | 主題                          | 場館                  | 备注 |
| 2019年 | 1月12日 | 上海 | POWER                         | 梅賽德斯-奔馳文化中心 | 表演曲目 1. rocket girl 2. 月亮警察 3. 我就是這種女孩 4. 盛放 5. 撞 6. Papillon (紫寧solo) 7. Faded (段奧娟solo) 8. 不染 (賴美雲solo) 9. 说散就散 (傅菁solo) 10. Rise (李紫婷solo) 11. 逆光 (前半Sunnee solo，後半段奧娟、賴美雲、紫寧、Sunnee、李紫婷、傅菁共同演唱) 12. My!My!My! (孟美岐、吳宣儀合作舞蹈) 13. 雙人舞 (Yamy、徐夢潔合作舞蹈) 14. 達拉崩吧(楊超越出演小短劇) 15. 卡路里 16. 創造101組曲 (撐腰、紅色高跟鞋、Let Me Love You、爱你、Look What You Made Me Do、Sugar、我又初戀了、慶祝、摩天輪的眼淚、Liar、中國話) 17. Sunny (Sunnee solo) 18. 生而为赢 19. Light 20. 創造101 21. 生而为赢                                                                   |
| 2019年 | 2月23日 | 北京 | LIGHT                         | 凱迪拉克中心          | 表演曲目 1. rocket girl 2. 月亮警察 3. 我就是這種女孩 4. 盛放 5. 撞 6. Gravity (孟美岐 solo) 7. 不染 (賴美雲 solo) 8. 光年之外 (段奧娟 solo) 9. 戰爭世界 (李紫婷 solo) 10. Sunny (Sunnee solo) 11. 逆光 (孟美岐、段奧娟、賴美雲、Sunnee、李紫婷共同演唱) 12. 舞蹈(Yamy solo) 13. 舞蹈(徐夢潔 solo) 14. 舞蹈(Yamy、徐夢潔合作舞蹈) 15. 舞蹈(傅菁 solo) 16. 舞蹈(紫寧 solo) 17. 舞蹈(吳宣儀 solo) 18. 舞蹈(吳宣儀、紫寧、傅菁合作舞蹈) 19. 達拉崩吧 20. 卡路里 21. 創造101組曲 (撐腰、紅色高跟鞋、Let Me Love You、爱你、Look What You Made Me Do、Sugar、我又初戀了、慶祝、摩天輪的眼淚、Liar、中國話) 22. Light 23. Rocket Girl 24. 橫衝直撞下一站 25. 生而为赢 26. 創造101 |
| 2019年 | 3月30日 | 广州 | FLOWER （页面存档备份，存于） | 宝能国际体育演艺中心  | 表演曲目 1. rocket girl 2. 創造101 3. 我就是這種女孩 4. 月亮警察 5. 撞 6. Papillon (紫寧 solo) 7. Call Me (Yamy solo) 8. Faded (段奧娟 solo) 9. Rise (李紫婷 solo) 10. 舞蹈 (吳宣儀 solo) 11. 舞蹈 (孟美岐 solo) 12. 舞蹈 (孟美岐、吳宣儀合作舞蹈)) 13. 101个愿望(杨超越、赖美云、傅菁共同演唱) 14. 一生所愛 (賴美雲solo) 15. 舞蹈 (徐夢潔 solo) 16. 舞蹈 (傅菁 solo) 17. 推開世界的門 (Sunnee solo) 18. 達拉崩吧 19. 生而为赢 20. 橫衝直撞下一站 21. Sunny (Sunnee solo) 22. 卡路里 23. 創造101組曲 (撐腰、紅色高跟鞋、從前慢、爱你、盛放、逆風、我又初戀了、慶祝、摩天輪的眼淚、Liar、木蘭說) 24. Light                                                                   |
| 2020年 | 6月23日 | 無錫 | 遇見·再見                     |                       | 表演曲目 1. 生而为赢 2. 月亮警察 3. 颯小姐 4. 硬糖 5. 創造101 6. 11次心跳 7. 有种 (孟美岐 solo) 8. 下雨了(賴美雲solo) 9. o.o（杨超越solo） 10. 卡路里 11. Flying Girl (Yamy solo） 12. 自己（紫寧 solo） 13. 阿丽塔(傅菁 solo) 14. 滿堂宣言 (吳宣儀 solo) 15. Light 16. 噓，我跟你讲 17. 陪我長大 (段奧娟 solo) 18. 造一架飛機 (徐梦洁 solo) 19. 擎歌（Sunnee solo） 20. Rocket Girls 21. 風 22. 5452830 告別仪式 |

### 見面會
| 年份   | 日期     | 城市 | 主題     | 場館                     | 备注                                                          |
| 2018年 | 8月18日  | 北京 |          | 國家游泳中心(水立方)     | 首张音乐专辑《撞》发布暨媒体见面会 孟美岐、吴宣仪、紫宁未出席 |
| 2018年 | 10月20日 | 北京 |          | 中国电影导演中心         | 原定為《撞》飛行首唱会，因場地因素改為見面會 李紫婷未出席     |
| 2018年 | 11月17日 | 上海 | 感恩の星 | 萬代南夢宮上海文化中心   | 表演《月亮警察》                                              |
| 2018年 | 12月1日  | 成都 |          | 成都东郊记忆演艺中心     | 《撞》首唱会，表演創造101主題曲及《撞》專輯四首歌曲           |
| 2018年 | 12月22日 | 深圳 | 暖冬派对 | 深圳市南山區万象天地劇場 | 成團首專《撞》實體專輯签售会，表演《Light》 孟美岐未出席      |
| 2019年 | 6月22日  | 杭州 |          | 蕭山瓜瀝文體中心體育館   | 成團周年見面會暨專輯簽售會。                                  |

- 2019年由粉絲投票選出之見面會地點分別為广州、杭州、沈阳、武汉和台北，時間與地點另行發布。

## 影視作品

### 電影
| 首播日期       | 電影名稱             | 出演成員 | 角色   | 備註     |
| 2019年2月14日  | 藍色生死戀           | 孟美岐   | 崔芯愛 | 特邀出演 |
| 2018年         | 真相2018             | 張紫寧   | 張瑛   | 女配角   |
| 2019年7月26日  | 舞出我人生之舞所不能 | 孟美岐   | 小飛   | 女主角   |
| 2019年9月12日  | 诛仙                 | 孟美岐   | 碧瑶   | 女主角   |
| 2019年10月19日 | 你好霸王龙           | 段奥娟   | 小樱   | 国语配音 |

### 電視劇/網路劇
| 首播日期       | 戲劇名稱         | 播出平台        | 出演成員 | 角色               | 備註                    |
| 2018年11月26日 | 小哥哥有妖氣     | Yoo視頻         | Sunnee   | Sunnee(小黃鴨玩偶) | 特別主演，登場集數25-26 |
| 2019年8月13日  | 极限17：羽你同行 | 騰訊視頻&芒果TV | 楊超越   | 小娜               | 女主角                  |
| 2019年8月13日  | 极限17：羽你同行 | 騰訊視頻&芒果TV | 赖美云   | 小羽               | 客串                    |
| 2019年9月24日  | 极限17 扣杀      | 騰訊視頻&芒果TV | 徐夢洁   | 林薇               | 女主角                  |
| 2021年2月5日   | 斗罗大陆         |                 | 吳宣儀   | 小舞               | 女主角                  |
| 2020年1月12日  | 将夜2            |                 | 杨超越   | 昊天/神女          | 主演                    |
| 2020年8月28日  | 仲夏滿天心       |                 | 楊超越   | 洛天然             | 主演                    |
| 2020年9月10日  | 長安諾           |                 | 楊超越   | 董若萱             | 特别出演                |
| 2020年6月5日   | 你是我的命中注定 |                 | 傅菁     | 安娜               | 女配角                  |
| 2020年8月10日  | 且听凤鸣         |                 | 杨超越   | 凤舞               | 女主角                  |
| 2020年8月10日  | 且听凤鸣         | 傅菁            | 左青鸢   | 女配角             |                         |

### 专属綜藝
| 播出時間 | 播出平台 | 节目名称                    | 備註 |
| 2018年7月12日 - 2019年1月3日(第一季) 2019年3月28日 - 2019年6月13日(開掛季) 2019年8月1日 - 2019年10月17日(立風季) | 腾讯视频 | 火箭少女101研究所           | 火箭少女101团综 2018年7月12日起每週四播出一集。 因《橫衝直撞20歲》播出，2019年1月9日火箭少女101官博宣布暫停播出。 据《横冲直撞20岁》第8期片尾，宣布《火箭少女101研究所》于2019年3月28日恢复播出共50集。 |
| 2019年1月13日 -2019年3月6日                                                                                      | 腾讯视频 | 橫衝直撞20歲                | 火箭少女101大团综 2019年1月13日起每週日播出一集，特約版每週三播出一集，共8集。 |
| 2020年3月15日 -2020年4月12日(春日篇) 2020年5月17日 -2020年6月21日(夏日篇)                                        | 腾讯视频 | 横冲直撞20岁2: 很高興認識你 | 火箭少女101大团综第二季 2020年3月15日起每周日晚8点，上下集更新，会员抢先看下集，周一晚8点免费看 周一会员尊享《很高兴一起吃》                                                                            |

### 常駐综艺
| 播出時間                       | 播出平台                   | 节目名称                 | 參與成員                     | 備註 |
| 2018年4月21日 - 2018年6月23日  | 腾讯视频                   | 創造101                  | 全员                         | 2018年4月21日起每週六播出一集，6月23日決賽直播。                                                                                   |
| 2018年8月26日 - 2018年10月28日 | 腾讯视频                   | 心动的信号               | 杨超越                       | 2018年8月26日起每週日播出一集，共10集。                                                                                            |
| 2018年11月1日 - 2018年11月22日 | 腾讯视频                   | 超新星全运会             | 全员                         | 2018年11月1日起每週四播出一集，11月10日及11日決賽直播。                                                                            |
| 2018年11月17日 - 2019年2月2日  | 优酷                       | 挑戰吧！太空             | 吴宣仪                       | 2018年11月17日起每週六播出一集，共12集。                                                                                           |
| 2019年1月25日 - 2019年4月13日  | 浙江衛視                   | 遇見你真好               | 吴宣仪                       | 2019年1月25日起每週五播出一集，第五期起改为週六播出，共12期。                                                                      |
| 2019年3月1日 -2019年5月24日    | 芒果TV 湖南卫视            | 哈哈农夫                 | 杨超越                       | 2019年3月1日播出先导片，3月8日起每週五12:00播出一集，共12期。3月30日起每週六、日下午於湖南卫视播放，4月14日起改为週日下午播放。    |
| 2019年6月15日-2019年8月24日    | 腾讯视频                   | 明日之子水晶时代         | 孟美岐                       | 2019年6月15日播出先导片，6月22日起每週六20:00播出一集。                                                                            |
| 2019年6月18日-2019年8月20日    | 腾讯视频                   | 我们长大了               | 傅菁                         | 2019年6月18日起每週二20:00播出一集。                                                                                               |
| 2019年6月19日-2019年8月20日    | 腾讯视频                   | 心動的信號 (第二季)      | 杨超越                       | 2019年6月19日起每週三20:00播出一集，共10集。                                                                                       |
| 2019年7月2日-2019年9月21日     | 騰訊體育 腾讯视频 騰訊新聞 | 超级企鹅联盟Super3星斗场 | 賴美雲、Sunnee               | 2019年7月2日起每週二20:00播出一集。                                                                                                |
| 2019年10月12日–2019年11月3日   | 腾讯视频                   | 超新星全运会第二届       | 全员                         | 2019年10月12日起每週六20:00播出一集，第四期于28日抢先播出。11月1日至3日決賽直播。                                                  |
| 2019年10月26日－2020年1月11日  | 浙江衛視                   | 我就是演員之巔峰對決     | 孟美岐                       | 2019年10月26日起每週六20:30播出一集。                                                                                              |
| 2019年11月8日–2019年11月22日   | 浙江卫视                   | 追我吧                   | 吴宣仪                       | 2019年11月8日起每週五21:10播出一集，11月29日起停播。                                                                               |
| 2019年10月27日－2020年1月19日  | 东方卫视                   | 我们的歌 (综艺节目)      | 李紫婷                       | 2019年10月27日每週日起21:30播出一集。李紫婷将在第三期开始出现，在第七期淘汰。                                                      |
| 2019年12月20日-                | 江苏卫视                   | 我想开个店               | 吴宣仪                       | 2019年12月20日起每週五22:00播出一集。                                                                                              |
| 2020年1月4日-2020年4月25日     | 北京卫视                   | 了不起的长城             | 杨超越                       | 2020年1月4日起每週六20:30播出。 |
| 2020年5月29日-2020年7月23日    | 腾讯视频                   | 炙热的我们               | 全员(李紫婷最後二期因病缺席) | 2020年5月29日起每週五20:00播出一集。7月23日決賽直播。第三期(6月12日)起做为补位团体开始出现，最終於團王爭奪戰以五票之差獲得第二名。 |

## 奖项/榮譽
| 年份 | 獎項 |
| ---- | --- |
| 2018 | - 2018年福布斯中國「30位30歲以下精英」榜單 - 音樂領域入榜(孟美岐) - 亚洲新歌榜2018年度盛典 - 年度最受欢迎团体 - 最受欢迎潜力女歌手(吳宣儀) - 全球华人歌曲音樂盛典 - 年度最受欢迎乐队及组合 - 超新星全运会 - 女子4×150米短跑金牌-東部代表隊(杨超越、徐夢潔) - 女子4×150米短跑銀牌-南部代表隊(吳宣儀) - 女子50米短跑金牌-徐夢潔 - 女子射箭銀牌-杨超越 - 拔河金牌-東部代表隊(杨超越、徐夢潔)、海外代表隊(Sunnee、李紫婷) - 拔河銀牌-中部代表隊(孟美岐、傅菁)、西部代表隊(段奧娟、紫寧) - 團體冠軍-广东代表队(Yamy、賴美雲) - 團體亞軍-海外代表隊(Sunnee、李紫婷) - 2018新经济之王年度人物-年度大赢家 - 影响中国年度人物榮譽盛典 - 2018年度演艺人物(杨超越) - 騰訊視頻星光盛典 - 年度團體 - 年度最受歡迎音樂MV(Light) - 年度節目新銳之星(杨超越) - 2018百度APP年度沸點女藝人(吳宣儀) - 酷狗年度音乐榜 - 年度影响力新锐组合 - 2018騰訊娛樂白皮書盛典 - 綜藝年度之星 |
| 2019 | - 中國文娛金數據發佈盛典 - 年度網路綜藝綜合影響力女藝人(吳宣儀) - 《中泰文化交流大使》荣誉称号(李紫婷) - QQ音樂巔峰榜2018年終榜單 - 新人組合 - 十大暢銷作品(《撞》專輯) - 十大巔峰金曲、十大MV(卡路里) - 2019微博電影之夜 - 最受歡迎電影原聲音樂(卡路里) - 人氣之星(孟美岐) - 2019上海国际电影电视节 互联网影视精品盛典 - 网络综艺年度个人表现(杨超越) - 亚洲新歌榜2019年度盛典 - 年度最受欢迎团体 - 超新星全运会 - 女子50米短跑银牌–东部代表队（徐梦洁） - 女子50米游泳金牌–海外代表队（Sunnee） - 男女混合150米接力跑金牌–东部代表队（徐梦洁） - 男女混合150米接力跑银牌–西部代表队（段奥娟） - 拔河金牌–海外代表队（李紫婷） - 拔河铜牌–东部代表队（徐梦洁），西部代表队（张紫宁），团魂代表队（Yamy,赖美云,Sunnee，傅菁） - TMEA腾讯音乐娱乐盛典 - 最受欢迎内地女歌手（孟美岐） - 百度APP - 2019年度十大沸点明星（吴宣仪） - 新浪新闻 - 2019新浪年度最受欢迎综艺女艺人（吴宣仪） - 2019时尚COSMO“传承·美” - 年度团体 - 2019瑞丽美容大赏 - 年度人气女歌手（李紫婷） - 2019騰訊星光大賞 - 年度女團 |
| 2020 | - 新京报文娱 - 2019娱乐年度人物 (孟美岐) - 微博之夜 - 年度最佳团体 - 流行金曲排行榜新聲力量集結號 2019年度盛典 - 年度新聲力量人氣女歌手（Sunnee） - 年度电台推荐单曲（竹林隐虎） - QQ音乐巅峰榜2019年度榜单 - 十大华语专辑（火箭少女101《立风》） - 十大畅销作品（火箭少女101《立风》，孟美岐《犟》） - 十大人气单曲（孟美岐《有种》，吴宣仪《满糖宣言》，赖美云《不渺小》） - 十大综艺歌曲（孟美岐《情景剧》） |